# الزواج الأحادي في الحيوانات

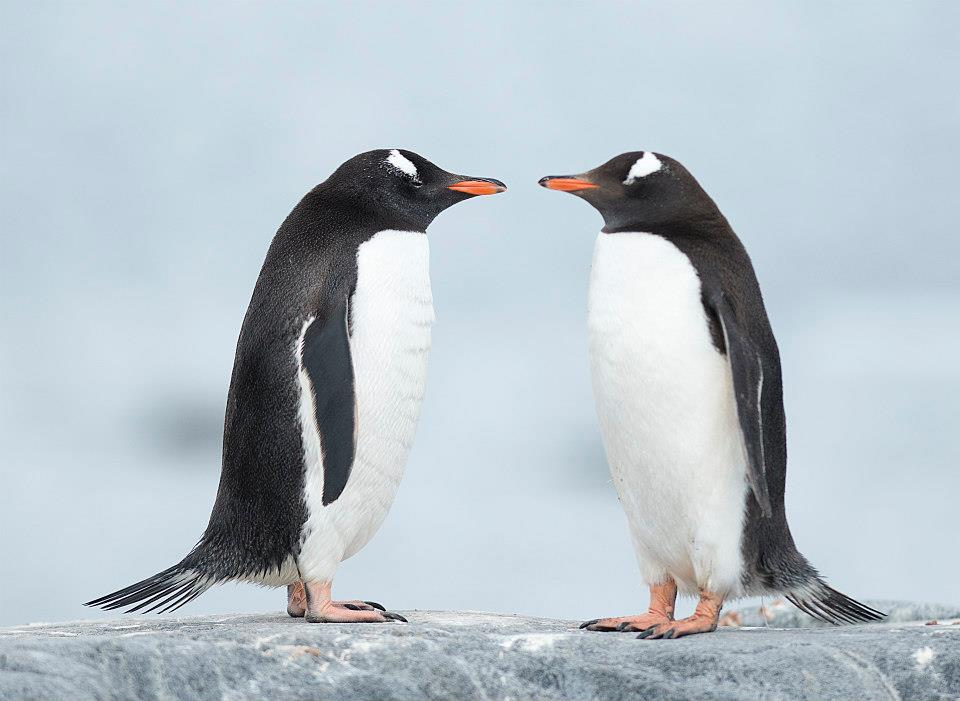

يشير الزواج الأحادي أو الاقتران الأحادي في الحيوانات إلى التاريخ الطبيعي لنظم التزاوج التي يرتبط فيها الزوج بنسل. يرتبط هذا مع الزواج الأحادي بشكل ضمني.

## الزاوج الأحادي
يُعرّف الزواج الأحادي على أنه رابطة زوجية بين حيوانين بالغين من نفس النوع –وعادة من الجنس الآخر. قد يتعايش هذا الزوج في منطقة أو بيئة ما لبعض الوقت، وفي بعض الحالات قد يتزاوجان ويتكاثران مع بعضها البعض فقط. وقد يكون الزواج الأحادي إما قصير الأمد، أي يدوم من عام إلى عدة مواسم. أو طويل الأمد ويستمر لعدة مواسم، وفي الحالات القصوى مدى الحياة.
يقسّم الزواج الأحادي إلى فئتين، الزواج الأحادي الاجتماعي والزواج الأحادي الجيني. وربما يحدثان معاً في مزيج معين أو بشكل مستقل تماماً عن الآخر. فعلى سبيل المثال، في أسماك الفصيلة البلطية وتحديداً Variabilichromis moorii، يعتني الزوج بالبيوض والصغار معاً، ولكن قد لا يخصّب الذكر جميع البيوض. أما الزواج الأحادي في الثدييات فهو نادر الحدوث، ويحدث فقط لدى 3-9% من هذه الأنواع. ويحدث الزواج الأحادي لدى نسبة أكبر من فصائل الطيور (نحو 90% منها). ولكن تجدر بنا الإشارة إلى ممارسة معظم أنواع الطيور للزواج الأحادي الاجتماعي وليس الزواج الأحادي الجيني على عكس ما افترضه الباحثون سابقاً. يعتبر الزواج الأحادي نادراً جداً في الأسماك والبرمائيات ولكنه غير معروف، ويظهر في أنواع مختارة قليلة.

## الزواج الأحادي الاجتماعي
يشير الزواج الأحادي الاجتماعي إلى تعايش ذكر واحد مع أنثى واحدة. قد يتعاون الكائنان في البحث عن موارد مثل الغذاء والمأوى و/أو رعاية الصغار. وعادةً ما تظهر الرعاية الأبوية في الأنواع أحادية الزواج من خلال حمل النسل والتغذية والدفاع عن الصغار والاختلاط بهم. ومن غير المتوقع وجود إخلاص جنسي بين الذكور والإناث في الزواج الأحادي الاجتماعي في أغلب الأحيان. ويتمثل الزواج الأحادي الاجتماعي المحض بذكر متعدد الزوجات (ذكر واحد وعدة إناث) أو أنثى متعددة الأزواج (أنثى واحدة وعدة ذكور).
وقد ثبت أن الزواج الأحادي الاجتماعي يزيد من اللياقة في فئران الحقل، حيث تعيش إناث هذه الفئران مدة أطول عندما تقترن بالذكور في علاقة زواج أحادي من النوع الاجتماعي. وسبب ذلك هو الإنفاق المشترك للطاقة بين الذكور والإناث مما يخفض مساهمة كل فرد. أما عند القاروس ذو الفك الكبير، قد تُظهر بعض الإناث سلوكاً ديوثاً عن طريق وضع بعض بيوضها في عش أنثى أخرى، وبالتالي “سرقة” الإخصاب من إناث أخرى. تتضمن النزاعات الجنسية الناشئة عن الزواج الأحادي الاجتماعي أموراً كالخيانة الزوجية والاستغلال الأبوي. وهذا النزاع مبني على فرضية التخصيص التمايزي المتمحورة حول الصراع، والتي تنص على وجود مبادلة بين الاستغلال والجاذبية.

## الزواج الأحادي الوراثي
يشير الزواج الأحادي الوراثي إلى نظام تزاوج يظهر فيه الإخلاص بين الزوجين. ربما تتكاثر أزواج الحيوانات عن طريق الزواج الأحادي الوراثي، لكننا لم نتعرّف على نوع واحد يمارس الزواج الأحادي الوراثي بالكامل.
يُطبَق الزواج الأحادي الوراثي في بعض الأنواع عنوة. فلم تظهر إناث فئران الحقل على سبيل المثال أي فرق في الخصوبة عند قيامها بالزواج الأحادي الوراثي، لكن بعض الذكور قد يفرضون هذا النوع من الزواج في بعض الحالات. فحراسة الشريك هي إحدى التكتيكات المتبعة في الأنواع أحادية الزواج [13][15][17]، وتوجد هذه الظاهرة في العديد من الأنواع الحيوانية، ويمكن للذكور في بعض الأحيان التعبير عنها بدلاً من اهتمامهم برعاية الصغار. إن الأسباب وراء هذه الظاهرة عديدة، وتأمين الأبوة واحدٌ منها.

## تطور الزواج الأحادي لدى الحيوانات
لا نستطيع التأكد من تطور الزواج الأحادي لدى الحيوانات على نطاق واسع، لكن هناك العديد من النظريات حول كيفية تطور الزواج الأحادي:

### التكاثر متباين الأمشاج
هو شكل من أشكال التكاثر الجنسي يتضمن اندماج اثنين من الأمشاج غير المتماثلة في الحجم. هناك جنسان لدى معظم الحيوانات، وهما الذكر الذي يحوي مشيجاً صغيراً ومتحركاً ووفيراً وأقل تكلفة حيوية. وهناك الإناث الحاوية على مشيجٍ أكبر وأكثر تكلفة حيوية وغير متحرك نوعاً ما. يعتقد أن التكاثر متباين الأمشاج قد تطور من التكاثر متماثل الأمشاج، وهو اندماج أمشاجٍ متشابهة عدة مرات يحدث لدى العديد من الأنواع المختلفة.
تسبب هذا التباين في امتلاك الذكور والإناث استراتيجيات مختلفة للتزاوج الأمثل. حيث تزداد لياقة الذكور البدنية عند التزاوج مع عدة إناث، بينما تحد خصوبة الإناث من القيام بالمثل. لذا عادة ما تكون الإناث أكثر انتقائية في اختيار شركائها.
ويحد الزواج الأحادي امن اختلافات اللياقة لدى الجنسين، حيث يتكاثر الذكور والإناث في أزواج. قد يبدو هذا غير مفيد للذكور، ولكن الأمر ليس ذاته في جميع الحالات. حيث أدت عدة سلوكيات واهتمامات بيئية إلى تطور الزواج الأحادي كاستراتيجية تزاوج مناسبة. ربما تكون أسبابٌ كتوفر الشريك والموارد والإلزام ومساعدة الشريك والدفاع عن الإقليم من أكثر العوامل المؤثرة على سلوك الحيوان شيوعاً.

### الزواج الأحادي الاختياري
قدم (كليمان) هذا المصطلح لأول مرة. ويحدث الزواج الأحادي الاختياري عندما تكون الإناث منتشرة على نطاق واسع. والسبب في ذلك إما ميل الإناث في الأنواع للعيش بشكل انفرادي، أو لأن توزيع الموارد المتاحة يؤدي إلى ازدهار الإناث عند فصلها في مناطق متميزة. تنخفض في هذه الحالات فرصة الذكر في العثور على العديد من الإناث ليتزاوج معها. ويصبح من الأفضل للذكر أن يبقى مع أنثى واحدة بدلاً من البحث عن أنثى أخرى والمخاطرة بعدم العثور عليها، أو عدم قدرته على محاربة ذكر آخر من التدخل في ذريته عن طريق التزاوج مع الأنثى أو من خلال قتل الأطفال.
تنخفض المنافسة بين الذكور في هذه الحالة ويصبح خيار الأنثى محدوداً. والنتيجة النهائية هي اختيار شريك بطريقة أكثر عشوائية مقارنة بعملية الاختيار التي تجري في مجتمعات أكثر كثافة. حيث تؤدي الطريقة الأخيرة إلى عدد من النتائج كالحد من ازدواجية الشكل والاصطفاء الجنسي.
مع أخذ توفر الموارد بعين الاعتبار، يكون التزاوج المحدود مع شركاء متعددين أكثر صعوبة بسبب انخفاض كثافة الأفراد. فلا يمكن للموئل تحمل شركاء متعديين، لذلك قد يكون الزواج الأحادي أكثر انتشاراً في تلك البيئات، فالعثور على موارد للزوجين أسهل من العثور عليها لفردٍ واحد.
تبرز حجة توفر الموارد في العديد من الأنواع، لكنها ليست شرطاً أساسياً لحدوث الزواج الأحادي. حيث يبقى الزواج الأحادي سائداً لدى العديد من الأنواع بالرغم من زيادة الموارد المتاحة.
يعوّض الذكور القيود المفروضة على لياقتهم البدنية عند ازدياد وفرة الموارد من خلال عدة وسائل. في حالات الزواج الأحادي الاجتماعي مثلاً، قد يعوّض الذكور عن لياقتهم المنخفضة من خلال تزاوج إضافي. ويشير هذا التزاوج الإضافي إلى تزاوج الذكر والإناث مع العديد من الشركاء، لكن تربية الذرية تظل مع شريك واحد. وقد لا يرتبط الذكر بكامل نسل شريكته الرئيسية، لكن بعض الصغار يترعرعون عند ذكورٍ وإناث آخرين، مما يتيح تعويض القيود الناشئة عن الزواج الأحادي. الذكور هم الديوثون هنا، وعليهم إظهار سلوكيات الرعاية الأبوية كي يصبحوا شركاء مقبولين بنظر الإناث. لن يتم قبول أي ذكر كشريك جنسي للإناث إن لم يبد رعاية أبوية، وهو نوعٌ من الإلزام في الزواج الأحادي الاجتماعي.

### الزواج الأحادي الإلزامي
قدم (كليمان) نظرية ثانية. فالقوة الدافعة وراء الزواج الأحادي الإلزامي هي تعاظم حاجة الاستغلال الأبوي. تفترض هذه النظرية أن غياب رعاية أبوية ثنائية سيؤدي لانخفاض مستوى اللياقة البدنية لدى الذرية بدرجة كبيرة. وليس بالضرورة أن تكون رعاية الأب مساوية لرعاية الأم.
وفيما يتعلق بالرعاية الأبوية، اعتبر بعض الباحثين أن قتل الأطفال هو السبب الحقيقي وراء الزواج الأحادي. لم تحصل هذه النظرية على الكثير من الدعم، ولكنها انتقدت من قبل العديد من المؤلفين بما في ذلك لوكاس وكلاتون–بروك وديكسون.

## تنفيذ
التزاوج الأحادي قد يكون ناتجًا أيضًا عن التنفيذ عبر تكتيكات مثل حماية الشريك. في هذه الأنواع، يمنع الذكور الآخرين من الاقتراب جنسيًا من الإناث التي اختاروها أو العكس. يساعد الذكور في صد الذكور الآخرين العدوانيين والحفاظ على شريكتهم لأنفسهم. لا يُرى ذلك في جميع الأنواع، مثل بعض القردة، حيث تكون الإناث أكثر تفوقًا على الذكور وقد لا تحتاج إلى المساعدة لتجنب التزاوج غير المرغوب فيه؛ ومع ذلك، قد تستفيد الزوجة والزوج من بعض أشكال المساعدة، وبالتالي قد يتم تنفيذ التزاوج الأحادي لضمان مساعدة الذكور. ومع ذلك، لا يُرى الاهتمام الثنائي بالرعاية في جميع الأنواع الأحادية، وبالتالي قد لا يكون هذا هو السبب الوحيد لتنفيذها بالنسبة للإناث.

## المساعدة الزوجية ودفاع الأراضي
في الأنواع التي لا يلزم فيها حراسة الشريك ، قد يكون هناك ما يبرر حماية الزوجين لبعضهما البعض. مثال على ذلك هو سلوك المراقبة في الأنواع الطيور. الميزة الرئيسية لسلوك المراقبة هي أن العديد من استراتيجيات البقاء على قيد الحياة تتحسن. كما ذكر ، سيعمل الذكر أو الأنثى كمراقب ويخطر شريكه إذا كان هناك حيوان مفترس. هذا يمكن أن يؤدي إلى زيادة في معدل البقاء على قيد الحياة ، والبحث عن الطعام ، وحضانة البيض.
رعاية الذكور للأبناء نادرة نسبيًا في بعض مجموعات الأنواع. هذا لأن الذكور قد يزيدون من لياقتها البدنية عن طريق البحث عن عدة رفقاء. تُقَصَّرُ الإناث في اللياقة البدنية بسبب خصوبتها ، لذا فإن التزاوج المتعدد لا يؤثر على لياقتها بنفس القدر. لدى الذكور فرصة العثور على رفيقة جديدة في وقت أبكر من الإناث عندما يكون هناك إخصاب داخلي أو عندما تقوم الإناث برعاية معظم النسل. عندما يُظهر الذكور رعاية للأبناء تمامًا مثل الإناث ، يُشار إلى ذلك باسم الرعاية ثنائية الوالدين.
قد تحدث الرعاية ثنائية الوالدين عندما يكون هناك فرصة أقل للبقاء على قيد الحياة للأبناء بدون رعاية الذكور. وقد ارتبط تطور هذه الرعاية بالأبناء الذين يتطلبون طاقة كبيرة. يتم عرض الرعاية ثنائية الوالدين في العديد من الأنواع الطيور. في هذه الحالات ، يكون للذكر فرصة أكبر لزيادة لياقته البدنية من خلال التأكد من أن نسله يعيش طويلاً بما يكفي للتكاثر. إذا لم يكن الذكر موجودًا في هذه المجموعات ، فإن معدل بقاء النسل ينخفض بشكل كبير وينخفض لياقة الذكور. بدون الزواج الأحادي ، تكون الرعاية ثنائية الوالدين أقل شيوعًا وهناك زيادة في احتمالية قتل الأطفال. سيؤدي قتل الأطفال مع التزاوج الأحادي إلى انخفاض اللياقة البدنية للذكور الاجتماعيين الأحاديين ولا يُرى على نطاق واسع.

## الآثار المترتبة على التزاوج الأحادي
يُعتقد أن التزاوج الأحادي كنظام تكاثر في الحيوانات يقلل من مستويات بعض أساليب المنافسة قبل وبعد التزاوج. بسبب هذا الانخفاض في المنافسة ، قد يتم خفض تنظيم بعض الخصائص المورفولوجية في بعض الحالات. وهذا سيؤدي إلى مجموعة متنوعة من الاختلافات المورفولوجية والفسيولوجية مثل ازدواج الشكل الجنسي ونوعية الحيوانات المنوية.

## ازدواج الشكل الجنسي
ازدواج الشكل الجنسي هو الاختلافات بين الذكور والإناث من نفس النوع. حتى في الحيوانات التي لا يبدو أن لها أي اختلافات شكلية مرئية ، لا يزال هناك اختلاف في الأمشاج. بين الثدييات ، يكون للذكور الأمشاج الأصغر وتكون الإناث لديها الأمشاج الأكبر. بمجرد ظهور الجنسين ، قد يؤدي اختلاف بنية الأمشاج وأحجامها إلى اختلاف إضافي في النوع. ينشأ اختلاف الشكل الجنسي غالبًا من خلال التطور استجابةً لصراع الذكور مع الذكور واختيار الإناث. في الأنواع متعددة الزوجات ، هناك اختلاف شكلي ملحوظ. يُرى اختلاف الشكل الجنسي عادةً في جوانب الإشارات الجنسية من التشكل. عادة ما يعرض الذكور هذه السمات المتباينة وهي عادةً سمات تساعد في الإشارة إلى الإناث أو صراع الذكور مع الذكور. في الأنواع الأحادية الزواج ، يُعتقد أن الصراع الجنسي يتم تخفيضه ، وعادةً لا يُلاحظ أي اختلاف شكلي على الإطلاق حيث يوجد زخرفة أقل ودرع. هذا بسبب استرخاء الاختيار الجنسي. قد يكون هذا بسبب حلقة تغذية مرتدة تسببها كثافة السكان المنخفضة. إذا كان الاختيار الجنسي مرهقًا للغاية في مجموعة سكانية ذات كثافة منخفضة ، فإن السكان سوف ينكمش. في الأجيال المستمرة ، سيصبح الاختيار الجنسي أقل وأقل أهمية حيث يصبح التزاوج أكثر عشوائية. يُعتقد أن حلقة التغذية المرتدة المماثلة تحدث لجودة الحيوانات المنوية في أزواج أحادية الزواج وراثيًا.

## جودة الحيوانات المنوية
عندما يظهر ازدواج الشكل في نوع ما بسبب اختلاف الأمشاج، فإن هناك مستوى من المنافسة. يمكن اعتبار هذا بمثابة منافسة الحيوانات المنوية على أقل تقدير. يتم تعريف منافسة الحيوانات المنوية على أنها طريقة ما بعد التزاوج للاختيار الجنسي والتي تسبب تنوع الحيوانات المنوية بين الأنواع.
بمجرد أن يصبح الحيوان المنوي والبويضة هما النوعان السائدان للتزاوج، هناك زيادة في الحاجة إلى الأمشاج الذكرية. هذا لأن هناك عددًا كبيرًا من الحيوانات المنوية غير الناجحة والتي ستكلف مستوى معين من الإنفاق على الطاقة بدون فائدة من الحيوان المنوي الفردي. تطورت الحيوانات المنوية في لقاءات جنسية متعددة الزوجات من أجل الحجم والسرعة والبنية والكمية. تتسبب هذه المنافسة في الاختيار للصفات التنافسية التي يمكن أن تكون قبل أو بعد التزاوج.
في الأنواع التي يكون فيها الاختيار الأنثوي الخفي أحد المصادر الرئيسية للمنافسة، تستطيع الإناث اختيار الحيوانات المنوية من بين مختلف الخاطبين الذكور. عادة ما يتم اختيار حيوانات المنوية ذات الجودة العالية.
في الأنواع أحادية الزواج من المتوقع أن تكون منافسة الحيوانات المنوية غائبة أو محدودة للغاية. لا يوجد اختيار للحيوانات المنوية ذات الجودة العالية بين الحيوانات المنوية من عدة ذكور ، والتزاوج أكثر عشوائية مما هو عليه في المواقف متعددة الزوجات. لذلك ، فإن جودة الحيوانات المنوية للأنواع أحادية الزواج لها تنوع أعلى وقد لوحظت حيوانات منوية ذات جودة أقل في العديد من الأنواع. عدم وجود منافسة الحيوانات المنوية ليس مفيدًا لجودة الحيوانات المنوية. مثال على ذلك هو عصفور الدوري الأوروبي الذي يُظهر اختيارًا مريحًا وتنافسًا من الحيوانات المنوية. الحيوانات المنوية من هذه الذكور لها سرعة أقل من الأنواع الأخرى ذات الصلة الوثيقة ولكنها متعددة الزوجات من طيور العصفوريات ، وتزداد كمية التشوهات في بنية الحيوانات المنوية وطولها وعددها عند مقارنتها بعائلات الطيور المماثلة.

## الحيوانات
تطور أنظمة التزاوج في الحيوانات قد تلقى قدرًا كبيرًا من الاهتمام من علماء الأحياء. يراجع هذا القسم باختصار ثلاثة  اكتشافات رئيسية عن تطور الأحادية الزواج في الحيوانات.
تختلف كمية أحادية الزواج الاجتماعية في الحيوانات عبر مجموعات الكائنات الحية ، حيث ينخرط أكثر من 90٪ من الطيور في أحادية الزواج الاجتماعية بينما يُعرف أن 3-9٪ فقط من الثدييات تفعل الشيء نفسه.
هذه القائمة ليست كاملة. قد تساهم عوامل أخرى أيضًا في تطور أحادية الزواج الاجتماعية. علاوة على ذلك ، قد تشرح مجموعات مختلفة من العوامل تطور أحادية الزواج الاجتماعية في أنواع مختلفة. لا يوجد تفسير واحد يناسب الجميع لسبب تطور الأنواع المختلفة لأنظمة التزاوج الأحادية.
أحادية الزواج هي نظام تزاوج حيث يتزاوج زوجان مع بعضهما البعض طوال حياتهم. هناك العديد من العوامل التي يمكن أن تسهم في تطور أحادية الزواج ، بما في ذلك:
- الحاجة إلى رعاية الصغار. في بعض الأنواع ، يكون من المفيد للإناث أن تتعاون مع الذكور في رعاية الصغار.
- الحاجة إلى تقليل المنافسة بين الذكور. في بعض الأنواع ، يمكن أن يكون من المفيد للذكور أن يشكلوا تحالفات مع بعضهم البعض.
- الحاجة إلى تحسين فرص التكاثر. يمكن أن يكون من المفيد للإناث أن تتزاوج مع ذكور معينين.

يمكن أن تختلف أسباب تطور أحادية الزواج من نوع إلى آخر. في بعض الأنواع ، قد يكون أحادية الزواج ناتجًا عن الحاجة إلى رعاية الصغار ، بينما في أنواع أخرى قد يكون ناتجًا عن الحاجة إلى تقليل المنافسة بين الذكور.
لا يوجد سبب واحد يناسب الجميع لتطور أحادية الزواج. يعتمد ذلك على العوامل التي تؤثر على استراتيجية التكاثر الخاصة بالنوع.

### ازدواج الشكل الجنسي
ازدواج الشكل الجنسي هو الاختلاف في الخصائص الجسدية بين الذكور والإناث من نفس النوع. يمكن أن يشمل هذا الاختلافات في الحجم، والشكل، واللون، والسلوك. يُعتقد أن ازدواج الشكل الجنسي تطور نتيجة للاختيار الجنسي، حيث يختار الأفراد من نفس النوع شركاء تكاثر بناءً على مظهرهم. يمكن أن يكون ازدواج الشكل الجنسي مفيدًا للتكاثر من خلال مساعدة الأفراد على العثور على شركاء، وجذب الانتباه، وحماية انفسهم من الحيوانات المفترسة.
في الأنواع متعددة الزوجات، يتنافس الذكور على السيطرة على الوصول الجنسي إلى الإناث. يتمتع الذكور الكبار بميزة في المنافسة على الوصول إلى الإناث، وبالتالي ينقلون جيناتهم إلى عدد أكبر من النسل. هذا يؤدي في النهاية إلى اختلافات كبيرة في الحجم بين الإناث والذكور. غالبًا ما يكون الذكور متعددو الزوجات أكبر من الإناث بمقدار 1.5 إلى 2.0 مرة. في الأنواع الأحادية الزواج، من ناحية أخرى، يكون للإناث والذكور إمكانية متساوية للتزاوج، لذلك لا يوجد ازدواج الشكل الجنسي في الحجم أو يكون ضئيلًا.
حاول بعض الباحثين استنتاج تطور أنظمة التزاوج البشرية من تطور ازدواج الشكل الجنسي. أفاد العديد من الدراسات بوجود كمية كبيرة من ازدواج الشكل الجنسي في أسترالوبيثكس، وهو سلف تطوري للبشر عاش بين 2 و 5 ملايين سنة مضت.
تثير هذه الدراسات إمكانية أن يكون لأسترالوبيثكس نظام تزاوج متعدد الزوجات. ثم بدأ ازدواج الشكل الجنسي في الانخفاض. تشير الدراسات إلى أن ازدواج الشكل الجنسي وصل إلى مستويات الإنسان الحديث في وقت ما في العصر الحديث. هذا يشير إلى أن أسلاف الإنسان بدأوا في التحول إلى الزواج الأحادي في مكان ما بين 0.5 مليون و 2 مليون سنة مضت.
تظل محاولات استنتاج تطور الزواج الأحادي بناءً على ازدواج الشكل الجنسي مثيرة للجدل لثلاثة أسباب:
- بقايا أسترالوبيثكس هي أجزاء صغيرة. هذا يجعل من الصعب تحديد جنس الأحافير. أحيانًا ما يحدد الباحثون جنس الحفريات بحجمها، مما يمكن أن يبالغ في نتائج ازدواج الشكل الجنسي.
- تشير الدراسات الحديثة باستخدام طرق قياس جديدة إلى أن أسترالوبيثكس كان لديه نفس كمية ازدواج الشكل الجنسي مثل الإنسان الحديث. هذا يثير تساؤلات حول كمية ازدواج الشكل الجنسي في أسترالوبيثكس.
- قد يكون البشر فريدون جزئيًا في أن ضغوط الاختيار لازدواج الشكل الجنسي ربما كانت مرتبطة بالمنافذ الجديدة التي دخلها البشر في ذلك الوقت ، وكيف يمكن أن تتفاعل مع الثقافات والأدوات المبكرة المحتملة. إذا كان لدى هؤلاء البشر تمايز في أدوار الجنسين ، مع قيام الرجال بالصيد والنساء بالجمع ، فقد تم توزيع ضغوط الاختيار لصالح الحجم المتزايد بشكل غير متساو بين الجنسين.

حتى لو أثبتت الدراسات المستقبلية بوضوح ازدواج الشكل الجنسي في أسترالوبيثكس ، فقد أظهرت دراسات أخرى أن العلاقة بين ازدواج الشكل الجنسي ونظام التزاوج غير موثوق بها. بعض الأنواع متعددة الزوجات تظهر القليل أو لا تظهر أي ازدواج الشكل الجنسي. تظهر بعض الأنواع الأحادية الزواج كمية كبيرة من ازدواج الشكل الجنسي.
تثير دراسات ازدواج الشكل الجنسي إمكانية أن يكون أسلاف البشر الأوائل متعددي الزوجات بدلاً من الأحادي الزواج. لكن هذا الخط من البحث لا يزال مثيرًا للجدل للغاية. قد يكون من أن أسلاف الإنسان الأوائل أظهروا القليل من ازدواج الشكل الجنسي ، وقد يكون من أن ازدواج الشكل الجنسي في أسلاف الإنسان الأوائل لم يكن له علاقة بأنظمة التزاوج لديهم.

### حجم الخصية
حجم الخصيتين الذكرية غالبًا ما يعكس أنظمة التزاوج. في الأنواع ذات أنظمة التزاوج المتعددة، حيث يتزاوج العديد من الذكور مع العديد من الإناث، فإن الخصيتين تميل إلى أن تكون كبيرة نسبيًا. يبدو أن هذا هو نتيجة لـ منافسة الحيوانات المنوية. ينتج الذكور ذوو الخصيتين الكبيرة المزيد من الحيوانات المنوية وبالتالي يحصلون على ميزة في تخصيب الإناث. في الأنواع متعددة الزوجات، حيث يتحكم ذكر واحد في الوصول الجنسي إلى الإناث، فإن الخصيتين تميل إلى أن تكون صغيرة. يدافع ذكر واحد عن الوصول الجنسي الحصري إلى مجموعة من الإناث وبالتالي يقضي على منافسة الحيوانات المنوية.
تدعم دراسات الرئيسيات العلاقة بين حجم الخصيتين ونظام التزاوج. الشمبانزي، الذي لديه نظام تزاوج متعدد، لديه خصيتان كبيرتان مقارنةً بالرئيسيات الأخرى. الغوريلا، التي لديها نظام تزاوج متعدد الزوجات، لديها خصيتان أصغر من الرئيسيات الأخرى. البشر، الذين لديهم نظام تزاوج اجتماعي أحادي، لديهم خصيتان متوسطة الحجم. قد تؤدي كميات معتدلة من عدم الزواج الجنسي لدى البشر إلى كمية منخفضة إلى معتدلة من منافسة الحيوانات المنوية.

### الزواج الأحادي كأفضل استجابة
في الأنواع التي تكون فيها الصغار معرضة بشكل خاص للخطر وقد تستفيد من حماية كلا الوالدين، قد يكون الزواج الأحادي استراتيجية مثالية. يميل الزواج الأحادي أيضًا إلى الحدوث عندما تكون ال populations صغيرة ومبعثرة. هذا لا يصلح للسلوك متعدد الزوجات لأن الذكر سيقضي وقتًا أطول بكثير في البحث عن رفيقة أخرى. يسمح السلوك الأحادي للذكر بالحصول على رفيقة باستمرار، دون أن يضيع الطاقة في البحث عن إناث أخريات. علاوة على ذلك، هناك ارتباط واضح بين الوقت الذي يستثمره الذكر في ذريته وسلوكه الأحادي. الذكر الذي يُطلب منه رعاية النسل لضمان بقائهم على قيد الحياة هو أكثر عرضة لممارسة السلوك الأحادي من غيره.
ومع ذلك، فإن عوامل الانتقاء التي تفضل استراتيجيات التزاوج المختلفة لنوع من الحيوانات قد تعمل على عدد كبير من العوامل طوال دورة حياة هذا الحيوان. على سبيل المثال، مع العديد من أنواع الدببة، غالبًا ما تطردهم الأنثى بعد التزاوج مباشرة، ولاحقًا تحرس أشبالها منه. يُعتقد أن هذا قد يكون بسبب حقيقة أن عددًا كبيرًا من الدببة بالقرب من بعضها البعض قد يستنفد الطعام المتاح للجراء الصغيرة ولكنها تنمو. قد يكون الزواج الأحادي اجتماعيًا ولكنه نادرًا ما يكون وراثيًا.
على سبيل المثال، في نوع السيكلود Variabilichromis moorii، سيهتم زوج أحادي الزواج ببيضهم وصغارهم ولكن لا يتم تخصيب جميع البيض من قبل نفس الذكر.
جادل Thierry Lodé أن الزواج الأحادي يجب أن ينتج عن تضارب المصالح بين الجنسين يسمى الصراع الجنسي.

### الأنواع أحادية الزواج
هناك أنواع قد اعتمدت التزاوج الأحادي بنجاح كبير. على سبيل المثال، يتزاوج الذكر الأرنب البريري حصراً مع أول إناث يتزاوج معها. الأرنب البريري مخلص للغاية ويصل إلى حد الهجوم على الإناث الأخرى التي قد تقترب منه. وقد ربط هذا النوع من السلوك بالهرمون الفازوبريسين. يتم إطلاق هذا الهرمون عندما يتزاوج الذكر ويعتني بالصغار. بفضل التأثيرات المكافئة لهذا الهرمون، يشعر الذكر بشعور إيجابي عندما يحافظ على علاقة أحادية التزاوج.
تبقى الجوارح السوداء معًا لأنه من الأكثر فائدة أن يهتم كلا الوالدين بشؤون صغارهم. يتناوبون في تحضين البيض وتوفير الطعام لصغارهم. الجوارح السوداء أيضًا تهاجم الجوارح الأخرى التي تشارك في التزاوج خارج الزوج، وهذا محاولة لزيادة الأحادية في التزاوج وتقليل السلوك الزناوي. بالمثل، تبقى طيور البطريق الإمبراطورية معًا للعناية بصغارها، ويكون ذلك نظرًا لقسوة الطقس في القارة القطبية الجنوبية ووجود الجرذان المفترسة وندرة الطعام. وبعد أن لا يحتاج الفرخ إلى رعايتهما، ينفصل حوالي 85٪ من الوالدين وعادة ما يجدون شريكًا جديدًا في كل موسم تزاوج.
طيور الهورنبيل أنواع من الطيور اجتماعياً أحادية التزاوج يكون لديها عادة شريك واحد طوال حياتها، تمامًا مثل الأرنب البريري. تغلق الأنثى نفسها في تجويف العش، الذي يُغلق بواسطة قفل العش، لمدة شهرين. في هذا الوقت، تضع البيض وتعتني بها شريكها. يكون الذكور على استعداد للعمل ليدعم نفسه وشريكه وصغاره من أجل البقاء؛ ومع ذلك، على عكس بطريق الإمبراطورية، لا تجد طيور الهورنبيل شركاء جدد في كل موسم تزاوج.
من النادر نسبياً أن نجد علاقات أحادية التزاوج في الأسماك والبرمائيات والزواحف؛ ومع ذلك، تمارس سلالة السمندر ذو الظهر الأحمر